# Adobe Bridge
Adobe Bridge — програма для перегляду і сортування зображень та іншої медіа інформації. Входить до складу Adobe Creative Suite.
Adobe Bridge надає доступ до Adobe Stock Photos, колекцію високоякісний професійних зображень доступних з internet.
Adobe Bridge розширювана за допомогою JavaScript API (JSAPI). Сервіс Adobe Stock Photos реалізований як розширення до Bridge. Повний опис scripting-можливостей Bridge доступний як в електроному (див. сайт виробника [Архівовано 7 березня 2013 у Wayback Machine.]) так і у друкованому вигляді.